# Nihon Ki-in

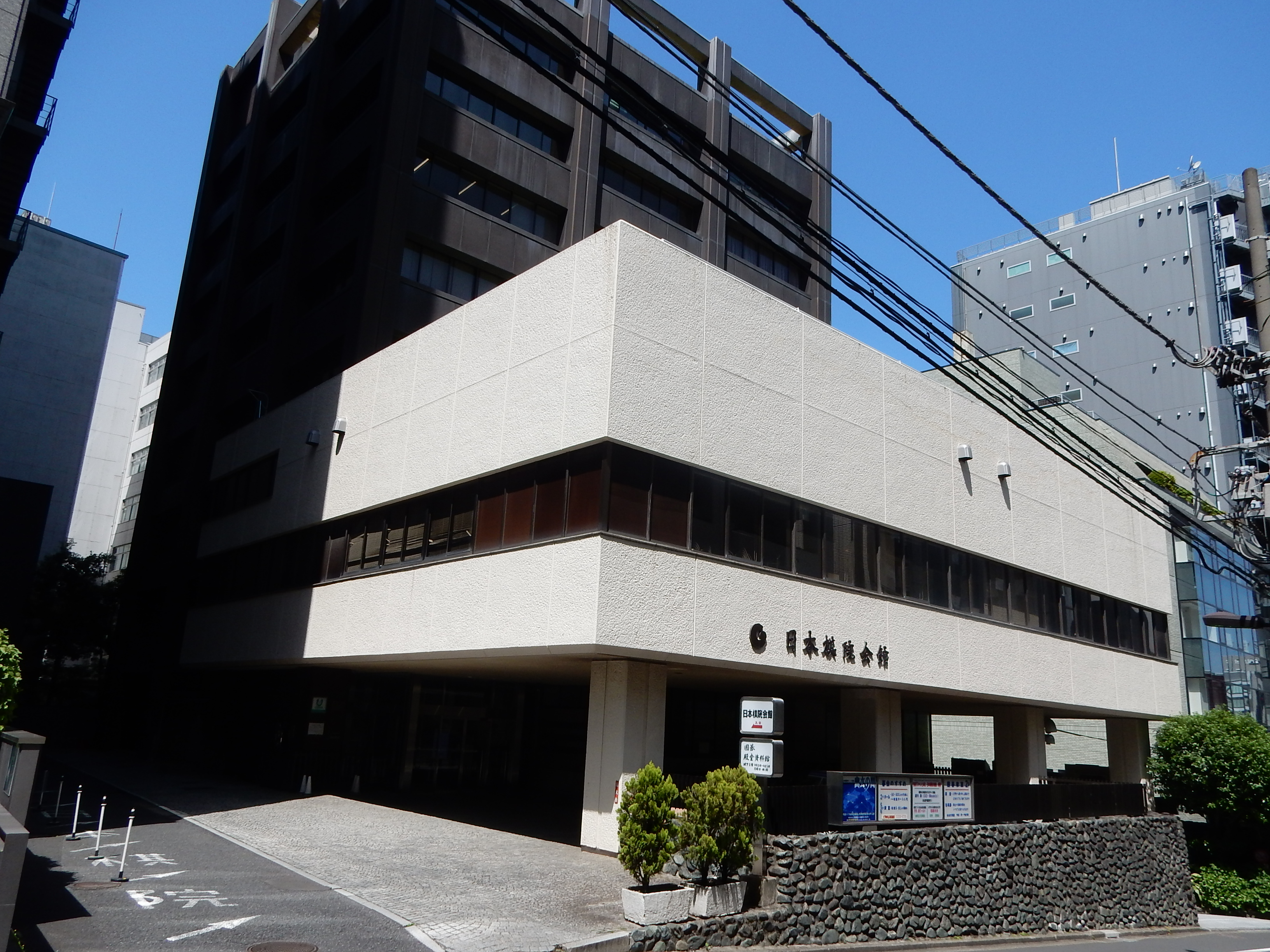
Nihon Ki-in

A Nihon Ki-in (日本棋院) é a principal instituição de Go do Japão, situa-se em Tóquio e foi criada em Julho de 1924. Localizado em:
7-2, Gobancho (五番町), Chiyoda-ku (千代田区), Tóquio (東京) 102-8668
Aqui ingressam também os chamados insei (院生), que são os melhores alunos jogadores de Go, portanto, eles têm como objetivo atingir o nível profissional.
- Este artigo foi inicialmente traduzido, total ou parcialmente, do artigo da Wikipédia em castelhano cujo título é «Nihon Ki-In», especificamente desta versão.

## Nihon Ki-in no Brasil
O Brasil também possui uma sede da Nihon Ki-in. Ela localiza-se em São Paulo no bairro Ana Rosa, R. Dr Fabricio Vampré Nº116. Ela foi fundada pelo professor Iwamoto Kaworu, 9p.